# Själva gudarna
Själva gudarna (The Gods Themselves) är en science fiction-roman av Isaac Asimov, som ansåg boken vara en av hans bästa. Boken belönades med både Nebulapriset 1972 och Hugopriset 1973. Den svenska översättningen kom ut 1974, och en annan översättning kom ut 1978.

## Handling
Berättelsen är uppdelad i tre sektioner, där namnen lästa tillsammans bildar ett citat från Friedrich Schiller (1759–1805); frågetecknet är inte Schillers utan Asimovs.
I     Mot dumheten ...
II ... kämpar själva gudarna ...
III ... förgäves?
Första sektionen i boken tilldrar sig på planeten Jorden år 2100, den andra sektionen i ett sällsamt annat universum, kallat para-universum, och den tredje i en koloni på månen där den nyligen uppfunna interuniversella elektronpumpen, som tycks skänka mänskligheten oändliga energimängder, hotar att förinta inte bara vårt universum utan också det andra.

## Tillkomst
Asimov berättar hur science fiction-författaren Robert Silverberg i ett samtal nämnde ett exempel på en isotop: plutonium-186. Asimov protesterade och sade att plutonium-186 är fysikaliskt omöjligt, sånt kan inte finnas. Än sen då? sa Silverberg. Asimov tog ordbytet som en utmaning. Under vilka fysiska lagar kan plutonium-186 existera? Hur skulle ett sådant universum vara beskaffat? Hur relaterar en sådan värld till andra världar, till vår värld? Asimov började anteckna, och världarna började utveckla sig till Asimovs första roman på 15 år. 